# 王振利
王振利（1973年7月—），男，汉族，河南人，管理学硕士，现任河南省商务厅党组书记、厅长。

## 简历
曾任中共驻马店市委副书记；
2022年2月，任河南省商务厅党组书记、厅长。